# Maurice Kornblum
Maurice Kornblum est un entrepreneur belge connu pour sa brève période comme scénariste de bande dessinée pour Spirou de 1968 à 1973. Collaborateur de Maurice Rosy, il a notamment écrit avec lui Attila pour Derib (1968-1970) et plusieurs histoires de Bobo (1969-1970).

## Biographie
Maurice Kornblum est, au milieu des années 1960, un dirigeant de magasin de sports à succès qui se considère comme un peintre raté. Dans une soirée, il croise Maurice Rosy, dessinateur populaire de l'hebdomadaire jeunesse Spirou, alors en plein doute sur la suite à donner à sa carrière. En novembre 1967, tous deux fondent à Bruxelles le Bureau centralisateur de distribution et d'extension, une agence de graphisme pour laquelle ils investissent lourdement. 
Alors tous deux en procédure de divorce, les deux hommes s'installent avec leurs enfants en septembre 1968 à Baisy-Thy, dans une grande maison qu'ils utilisent comme atelier pour leur agence. D'autres auteurs comme Marc Wasterlain y travaillent ponctuellement. Kornblum commence alors à collaborer avec Rosy comme co-scénariste de la série policière Attila, dessinée par le Suisse Derib. La série est cependant interrompue fin 1970 par Derib, qui n'appréciait pas le tournant vers la science-fiction imposé par le duo Rosy-Kornblum.
Kornblum devient également scénariste attitré de Rosy sur Bobo, ponctuellement délaissé par Paul Deliège en 1969-1970,. Les deux hommes publient par ailleurs différentes séries et histoires courtes, parfois expérimentales. Comme Rosy, Kornblum se fait plus rare dans Spirou dès 1971 et le duo signe sa dernière histoire en 1973, après que Rosy a quitté les éditions Dupuis en 1972 et a quitté Baisy-Thy pour Bruxelles, les Pays-Bas puis Paris afin de relancer seul sa carrière dans la publicité.

## Œuvres

### Collectifs
- Contes de Noël du journal Spirou 1955-1969, Dupuis, coll. « Patrimoine », Marcinelle, 27 novembre 2020
Scénario : collectif dont Maurice Kornblum - Dessin : collectif - Couleurs : quadrichromie -  (ISBN 979-10-34738-18-2)